# Фернандо Патерностер
Фернандо Патерностер (ісп. Fernando Paternoster, 24 травня 1903, Певахо, Аргентина — 6 червня 1967, Буенос-Айрес, Аргентина) — аргентинський футболіст, що грав на позиції захисника. По завершенні ігрової кар'єри — тренер.
Виступав за національну збірну Аргентини.

## Клубна кар'єра
Вихованець футбольної школи клубу «Атланта». Дорослу футбольну кар'єру розпочав 1921 року в основній команді того ж клубу, в якій провів п'ять сезонів.
Протягом сезону 1926 захищав кольори команди клубу «Прогрезіста».
Своєю грою за останню команду привернув увагу представників тренерського штабу клубу «Расинг» (Авельянеда), до складу якого приєднався 1927 року. Відіграв за команду з Авельянеди наступні п'ять сезонів своєї ігрової кар'єри.
Завершив професійну ігрову кар'єру у клубі «Архентінос Хуніорс», за команду якого виступав протягом 1936 року.

## Виступи за збірну
1928 року дебютував в офіційних матчах у складі національної збірної Аргентини. Протягом кар'єри у національній команді, яка тривала три роки, провів у формі головної команди країни 16 матчів.
У складі збірної був учасником Чемпіонату Південної Америки 1929 року в Аргентині, здобувши того року титул континентального чемпіона, чемпіонату світу 1930 року в Уругваї, де разом з командою здобув «срібло».

## Кар'єра тренера
Розпочав тренерську кар'єру невдовзі по завершенні кар'єри гравця, 1938 року, очоливши тренерський штаб збірної Колумбії. 1948 року став головним тренером команди «Америка де Калі», тренував команду з Калі один рік.
Згодом протягом 1948—1951 років очолював тренерський штаб клубу «Атлетіко Насьйональ». 1954 року прийняв пропозицію попрацювати у клубі «Атлетіко Насьйональ». Залишив команду з Медельїна 1956 року.
Останнім місцем тренерської роботи був клуб «Емелек», головним тренером команди якого Фернандо Патерностер був з 1962 по 1966 рік.

## Досягнення

### Як гравця
- Срібний олімпійський призер: 1928
- Віце-чемпіон світу: 1930
- Чемпіон Південної Америки: 1929

### Як тренера
- Чемпіон Колумбії: 1954